# Budapesti 4. sz. országgyűlési egyéni választókerület
A budapesti 4. sz. országgyűlési egyéni választókerület egyike annak a 106 választókerületnek, amelyre a 2011. évi CCIII. törvény Magyarország területét felosztja, és amelyben a választópolgárok egy-egy országgyűlési képviselőt választhatnak. A választókerület nevének szabványos rövidítése: Budapest 04. OEVK. Székhelye: Budapest II. kerülete 

## Területe
A választókerületet az alábbiak szerint határozza meg a törvény:
1. A II. kerület választókerülethez tartozó részének határa: A Duna budai ágának középvonalától halad a Szépvölgyi útig, a Szépvölgyi úton a Hármashatár-hegyi úti elágazásig, majd folytatódik a Hármashatár-hegyi úton az út végéig, innen a III. kerületi 16536/83, 16536/87, illetve a 16536/88 hrsz.-ú földrészletek határán halad – a Hármashatár-hegy csúcsát érintve – mintegy 2600 m hosszan északnyugati irányú egyenes vonalban Budapest és Pesthidegkút határáig. Ezt követően a kerülethatár egyben mintegy 3200 m hosszan Budapest és Solymár, mintegy 6000 m hosszan Budapest és Nagykovácsi, majd 500 m hosszan Budapest és Budakeszi határa a Budakeszi–XII.–II. kerületek közös határpontjáig, majd tovább halad a Feketefej páratlan házszámozású oldalán a Nagykovácsi útig, a Nagykovácsi úton halad délkeleti irányba a Hűvösvölgyi útig, a Hűvösvölgyi út északi vonalán halad a Szilágyi Erzsébet fasoron a Júlia utcáig, a Júlia utca páros házszámozású oldalán a Pasaréti útig, a Pasaréti út páratlan házszámozású oldalán halad a Radnai utcáig, a Radnai utca páros házszámozású oldalán a Herman Ottó útig, a Herman Ottó út páratlan házszámozású oldalán a Lórántffy Zsuzsanna útig, a Lórántffy Zsuzsanna út páros házszámozású oldalán a Fillér utcáig, a Fillér utca páratlan házszámozású oldalán a Garas utcáig, a Garas utca páros házszámozású oldalán folyamatosan a Marczibányi tér (közterület nélkül) nyugati oldalán az Aranka utcáig, az Aranka utca páros házszámozású oldalán a Bimbó útig, onnan északi irányba a Bimbó utca nyugati oldalán haladva az Ady Endre utcáig, az Ady Endre utca páratlan házszámozású oldalán a Szemlőhegyi útig, a Szemlőhegyi út páros házszámozású oldalán halad északi irányba a Bolyai utcáig, a Bolyai utca páratlan házszámozású oldalán az Apostol utcáig, az Apostol utca páratlan oldalán a Margit utcáig, a Margit utcán (házszám nélkül) át a Margit körút (házszám nélkül) vonalán halad a Margit hídon a Duna középvonaláig, onnan a Duna budai ágának középvonalán a kiinduló pontig körbezárt terület.
2. A III. kerület választókerülethez tartozó részének határa: A régi békásmegyeri határ mentén halad az Ország úttól, az Ország út nyugati oldalán déli irányban a Táncsics Mihály utcáig, a Táncsics Mihály utca páros házszámozású északi oldalán az Ezüsthegy utcáig, az Ezüsthegy utca páros házszámozású nyugati oldalán déli irányba a Dózsa György utca torkolatáig, a Dózsa György utcán tovább haladva a Hollós Korvin Lajos utcáig, a Hollós Korvin Lajos utca déli oldalán az utca végéig, majd a vonal elméleti meghosszabbításának és a Batthyány utcának a metszéspontjáig, a Batthyány utca páros házszámozású (nyugati) oldala folytatásában a Rákóczi utca páratlan házszámozású (nyugati) oldalán a Határ útig, a Határ út északi oldalán haladva az Aranyhegyi útig, az Aranyhegyi út páros házszámozású oldalán, majd folytatásában a Pomázi út páros házszámozású oldalán a Bécsi útig, a Bécsi út páros házszámozású oldalán a Kiscelli utcáig, a Kiscelli utca páros házszámozású oldalán a Pacsirtamező utcáig, a Pacsirtamező utca páros házszámozású oldalán a Tímár utcáig, a Tímár utca páros házszámozású vonalán a Duna budai ágának középvonaláig, majd a középvonaltól déli irányba a Szépvölgyi útig, a Szépvölgyi úttól a Hármashatár-hegyi útig, a Hármashatár-hegyi úttól a III. kerület 16536/83, 16536/87, illetve a 16536/88 hrsz.-ú földrészek határán haladva a Hármashatár-hegy csúcsáig, a Hármashatár-hegy csúcsától a főváros és Pesthidegkút régi közös határvonalán haladva a főváros és Pesthidegkút régi határának találkozási pontjáig, innen a régi békásmegyeri határ mentén haladva a Budapest–Üröm–Békásmegyer hármas határpontjáig, majd folytatásában a régi békásmegyeri határ mentén a kiindulási pontig körbezárt terület.

## Országgyűlési képviselője
| Név          | Párt                                         | Párt                | Terminus    | Megjegyzés                                   |
| ------------ | -------------------------------------------- | ------------------- | ----------- | -------------------------------------------- |
| Varga Mihály |                                              | Fidesz-KDNP         | 2014 – 2022 | A 2014-es országgyűlési választás eredménye: |
| Varga Mihály | A 2018-as országgyűlési választás eredménye: | Fidesz-KDNP         | 2014 – 2022 |                                              |
| Tordai Bence |                                              | Párbeszéd/Független | 2022 –      | A 2022-es országgyűlési választás eredménye: |

## Demográfiai profilja
| Iskolai végzettség                | Iskolai végzettség               | Iskolai végzettség | Iskolai végzettség | Iskolai végzettség |
| --------------------------------- | -------------------------------- | ------------------ | ------------------ | ------------------ |
|                                   |                                  |                    |                    | fő                 |
| Általános iskolát nem végezte el  | Általános iskolát nem végezte el |                    | 673                | 673                |
| Általános iskola                  | Általános iskola                 |                    | 4507               | 4507               |
| Szakmunkás                        | Szakmunkás                       |                    | 4006               | 4006               |
| Érettségi                         | Érettségi                        |                    | 22778              | 22778              |
| Diploma                           | Diploma                          |                    | 47169              | 47169              |
| A 2022. évi népszámlálás szerint. |                                  |                    |                    |                    |

A budapesti 4. sz. választókerület lakónépessége 2022. október 1-jén 98 373 fő volt. A 2011-es és a 2022-es népszámlálás között 3841 fővel nőtt a választókerület lakosság száma. A választókerületben a korösszetétel alapján a legtöbben a középkorúak élnek 33 367 fővel, míg a legkevesebben a gyermekek 19 240 fővel. A választókerület lakosságának a 92,9%-nál van internet elérési lehetőség.
A legmagasabb befejezett iskolai végzettség szerint a diplomával rendelkezők élnek a legtöbben 47 169 fő, utánuk a következő nagy csoport az érettségizettek 22 778 fővel.
Gazdasági aktivitás szerint a lakosságnak a fele foglalkoztatott 48 997 fő, második legjelentősebb csoport az inaktív keresők, akik főleg nyugdíjasok 20 741 fővel.
A választókerület legjelentősebb nemzetiségi csoportja a német 1733 fő, illetve a cigány 242 fő. Magyar állampolgársággal nem rendelkező külföldi állampolgárok aránya 5,7%.
Vallási összetétel szerint a választókerületben lakók legnagyobb vallása a római katolikus (22 503 fő), valamint jelentős közösség még a reformátusok (6077 fő). A vallási közösséghez nem tartozók száma szintén jelentős (12 989 fő), a választókerületben a második legnagyobb csoport a római katolikus vallás után.

## Országgyűlési választások
| Párt                                                                                | Párt                      | Jelölt                 | Szavazatok | %     | ± %  |
| ----------------------------------------------------------------------------------- | ------------------------- | ---------------------- | ---------- | ----- | ---- |
|                                                                                     | Egységben Magyarországért | Tordai Bence           | 29 993     | 51,89 | 4,2  |
|                                                                                     | Fidesz-KDNP               | Dr. Gór Csaba          | 23 468     | 40,60 | 1,22 |
|                                                                                     | MKKP                      | Juhász Veronika        | 2130       | 3,69  | 1,89 |
|                                                                                     | Mi Hazánk                 | Nagy Attila            | 1352       | 2,34  | Új   |
|                                                                                     | MEMO                      | Horváth Diána          | 632        | 1,08  | Új   |
|                                                                                     | Normális Párt             | Láz József             | 235        | 0,41  | Új   |
| Megjelent                                                                           | Megjelent                 | Megjelent              | 58 354     | 81,95 | 0,32 |
| Választópolgárok száma                                                              | Választópolgárok száma    | Választópolgárok száma | 71 208     | 100   | 0,32 |
| A Párbeszéd az ellenzéki összefogás részeként elnyeri a körzetet a Fidesz-KDNP-től. |                           |                        |            |       |      |

| Párt                             | Párt                   | Jelölt                 | Szavazatok | %     | ± %  |
| -------------------------------- | ---------------------- | ---------------------- | ---------- | ----- | ---- |
|                                  | Fidesz-KDNP            | Varga Mihály           | 24 208     | 41,82 | 4,08 |
|                                  | DK                     | Niedermüller Péter     | 21 496     | 37,14 | 1,07 |
|                                  | LMP                    | Ungár Péter            | 5848       | 10,1  | 1,6  |
|                                  | Jobbik                 | Kovács Tamás           | 3585       | 6,19  | 0,41 |
|                                  | Momentum               | Benedek Márton         | 1538       | 2,66  | Új   |
|                                  | MKKP                   | Juhász Veronika        | 1044       | 1,8   | Új   |
|                                  | Munkáspárt             | Arató István           | 167        | 0,29  | Új   |
| Megjelent                        | Megjelent              | Megjelent              | 58 309     | 81,63 | 4,83 |
| Választópolgárok száma           | Választópolgárok száma | Választópolgárok száma | 71 431     | 100   | 0,14 |
| A Fidesz-KDNP tartja a körzetet. |                        |                        |            |       |      |

| Párt                                | Párt                   | Jelölt                 | Szavazatok | %     |
| ----------------------------------- | ---------------------- | ---------------------- | ---------- | ----- |
|                                     | Fidesz-KDNP            | Varga Mihály           | 24 928     | 45,9  |
|                                     | Összefogás             | Szelényi Zsuzsanna     | 20 750     | 38,21 |
|                                     | LMP                    | Dárdai Zsuzsanna       | 4618       | 8,5   |
|                                     | Jobbik                 | Bodor Zoltán           | 3583       | 6,6   |
|                                     | Egyéb pártok           |                        | 432        | 0,8   |
| Megjelent                           | Megjelent              | Megjelent              | 54 784     | 76,8  |
| Választópolgárok száma              | Választópolgárok száma | Választópolgárok száma | 71 335     | 100   |
| A Fidesz-KDNP nyeri meg a körzetet. |                        |                        |            |       |

## Ellenzéki előválasztás – 2021
| Frakció                            | Frakció         | Jelölő szervezetek                  | Jelölt          | Szavazatok | %     |
| ---------------------------------- | --------------- | ----------------------------------- | --------------- | ---------- | ----- |
|                                    | Párbeszéd       | Párbeszéd, MSZP, LMP, Momentum, MMM | Tordai Bence    | 6967       | 67,05 |
|                                    | DK              | DK, Jobbik, MMM, Liberálisok        | Kálmán Olga     | 3425       | 32,96 |
| Összes szavazat                    | Összes szavazat | Összes szavazat                     | Összes szavazat | 10 392     | 100   |
| Tordai Bence nyeri meg a körzetet. |                 |                                     |                 |            |       |